# Viktor Baier
Viktor Baier (* 16. ledna 2005 Příbram) je český profesionální fotbalový brankář, který chytá za rakouský klub FC Blau-Weiß Linz, kde je na hostování z Viktorie Plzeň, a za český národní tým do 20 let.

## Klubová kariéra
Baier je odchovancem Příbrami, kde ho trénoval bývalý profesionální brankář Radek Sňozík. V roce 2020 přešel do akademie Viktorie Plzeň. V utkáních Juniorské ligy na podzim 2022 dokázal s Plzní porazit Bayern Mnichov 2:1 a zachytal si i proti Barceloně a Interu Milán.
V létě 2023 se Baier stal součástí projektu světového gigantu z Bayernu Mnichov. S juniorkou bavorského klubu odletěl na soustředění do Argentiny a následně strávil ještě dva týdny na přípravě v Mnichově.
Baier v brance fotbalové Plzně debutoval 26. října 2023 v zápase skupiny Evropské konferenční ligy na hřišti Dinama Záhřeb a při vítězství 1:0 vychytal čisté konto. Baier nahradil zraněnou jedničku Jindřicha Staňka a v brance dostal přednost před Slovákem Mariánem Tvrdoněm, který se chybami podepsal pod předchozí ligovou porážku 0:3 v Liberci. O tři dny později debutoval také v české nejvyšší soutěži, a to při prohře 0:1 s Karvinou. Ve zbytku podzimní části sezóny 2023/24 plnil roli brankářské dvojky z Jindřichem Staňkem, nastoupil do dalších dvou zápasů ve skupině Konferenční ligy a dvěma čistými konty (po výhrách 1:0 nad Ballkani a 3:0 nad Astanou) pomohl Plzni ke konečné první příčce ve skupině a postupu do osmifinále soutěže. V únoru 2024 prodloužil svou smlouvu s Plzní do roku 2027. Dohromady v sezoně 2023/24 nastoupil do pěti soutěžních utkání a udržel tři čistá konta.
Svůj první zápas v sezoně 2024/25 odehrál Baier 27. února 2025, kdy odchytal celé utkání osmifinále MOL Cupu proti Zlínu a pomohl k postupu po výhře 4:1 po prodloužení. Dne 27. dubna 2025 odchytal druhý poločas ligového utkání proti pražské Spartě poté, co se zranil brankář Martin Jedlička. Baier svým výkonem přispěl k výhře 2:0. Baier odchytal také následující ligové střetnutí proti Slavii Praha, Plzeň utkání prohrála 3:4. Dohromady odchytal v sezoně 2024/25 čtyři soutěžní utkání a udržel jedno čisté konto.
V červnu 2025 prodloužil svou smlouvu do roku 2028 a následně odešel na roční hostování do rakouského klubu FC Blau-Weiß Linz.

## Reprezentační kariéra
Baier nastupoval od roku 2021 v českých mládežnických reprezentacích.